# إياد فتيح الراوي
إياد فتيح خليفة الراوي كان فريق أول ركن في الحرس الجمهوري العراقي، وخدم في وقت لاحق رئيساً ل‍جيش القدس. وقد بدأ خدمته في الجيش كضابط في وحدة مدرعة، شارك في حروب 1967 و‌1973 ثم قاتل لاحقاً في الحرب العراقية الإيرانية، وأصيب بجرح شديد في رأسه حين كان يقود هجوماً عراقياً مضاداً للهجوم الإيراني. وكُرِّم عدة مرات وحصل على الكثير من الأوسمة والأنواط وفي المجموع مُنح الراوي 27 وساماً خلال الحرب العراقية الإيرانية. كان يعد أحد أشد الموالين لصدام.
ولد الراوي في راوة عام 1942، وتوفي في 18 مايو 2018.

## الحرب العراقية الإيرانية
خدم الفريق أول الركن اياد فتيح خليفه الراوي في عده مواقع قياديه حيث برز في موقع قائد الفرقة السادسه المدرعة ثم خدم كقائد في قوات الحرس الجمهوري في معركة تحرير الفاو، التي ضمت حوالي 60 من المائة من القوات المنتشره.
كما شارك بصفته قائد الحرس الجمهوري في عمليات التحرير الكبرى لتحرير الأرض العراقيه في الشلامجه وجزر مجنون والزبيدات وقاطع زرباطيه وخانقين للفتره بين مايو- يوليو 1988
في مقابلة له مع مشروع الرؤى العراقية، صنف الفريق رعد الحمداني أياد الراوي كأحد قادة الدرجة الأولى القلائل. ويضع الحمداني واحد من عدة أسباب جعلت محاولات حسين كامل الرامية إلى تحسين نوعية الحرس الجمهوري خلال الحرب العراقية الإيرانية بأنه استمع إلى نصائح وإرشادات الراوي.

## مسيرته فيما بعد
ومضى الراوي ليخدم كمحافظ لبغداد و‌التأميم.
وأصبح لاحقاً رئيس الأركان في جيش القدس التطوعي؛ قوة شبه عسكرية أُنشئت في أوائل عام 2001 استجابة لبداية الانتفاضة الثانية. وهدف القوة كان على ما يبدو هزيمة إسرائيل وتحرير فلسطين والقدس، وأعلن عن أن القوة ستكون مؤلّفة من ما يقرب 21 فرقة و7 مليون عراقي، على الرغم من أن القوة في واقع الأمر كانت إلى حد كبير حيلة دعائية لإظهار الدعم للفلسطينيين، وقد كانت القوة صغيرة وغير فعالة.
قبل غزو العراق عام 2003 كان الراوي في قائمة الأفراد الخاضعين للعقوبات.

## الغزو وبعده
أُلقي القبض على الراوي في 4 يونيو 2003، عقب غزو العراق بقيادة الولايات المتحدة. وكان تسلسله رقم 30 في قائمة القيادة المركزية لأبرز 55 من المطلوبين، حيث ظهرت صورته على ورقة سبعة السباتي في بطاقات لعب أهم المطلوبين العراقيين. على الرغم من حجمه المزعوم، إلا أن جيش القدس انتهى بدون لعب أي دور تقريباً في الحرب.
في عام 2008، تلقّى الراوي حكماً بالسجن مدى حياة لدوره في قمع الانتفاضة عام 1991 في العراق.
توفي يوم الجمعة 18 مايو 2018 اثر اصابته بجلطه دماغيه في مستشفى اليرموك التعليمي غربي بغداد.